# Hangay György (gyógyszerész)
Hangay György (Budapest, 1936. december 23. – 2015. április 24.) magyar kutató gyógyszerész, a gyógyszerészeti tudományok kandidátusa (1983).

## Életpályája
1961-ben szerzett gyógyszerészi oklevelet Budapesten. (Aranydiplomájának átadására 2011-ben került sor.) Szakmai tevékenységének lényege a Kőbányai Gyógyszerárugyárhoz kötődött.

## Gyógyszerkészítmények fejlesztőjeként
Kezdetben gyógyszerkészítmények fejlesztésével foglalkozott. Általa kifejlesztett megoldás volt szemkenőcsök hőterheléssel kombinált sugársterilezése. Kandidátusi disszertációját erről írta 1983-ban „A gamma sugárkezelési eljárás alkalmazási lehetőségének kiterjesztése a gyógyszeriparban” címmel. Hangay a gyógyszeres aeroszolok kérdéseivel is foglalkozott. Az Országos Gyógyszerészeti Intézet felkérésére Csontos András szerzőtársával írott „Az aeroszol mint új gyógyszerforma/Az aeroszol terápia” című könyve 1964-ben a Gyógyszerismertető Munkatársak tájékoztatója sorozatban jelent meg.

## Kozmetikumok fejlesztőjeként
A Kőbányai Gyógyszerárugyár termékpalettájának a kozmetikumokkal való kibővítését alapozta meg Hangay munkája, aki osztályvezetőként megszervezte a Fabulon és a Fabulissimo termékcsaládok kifejlesztését, majd gyártását. A Kőbányai Gyógyszerárugyár Dorogi gyáregységében  munkatársával, dr. Kelen András együtt Hangay fejlesztette ki a Richtofit bio kozmetikai készítménycsaládot, amelynek keretében -  többek között- gyógynövényes krémet, sportkrémet, és Richtofit sprayt hoztak forgalomba. 
Miután a gyár megvált a Richtofit termékektől, Hangay György szakértői munkát végzett. Sikeres tevékenységét szabadalmi bejelentések igazolják.

## Társadalmi szerepvállalása
Tudományos titkára volt  a Magyar Kémikusok Egyesülete Kozmetikai és Háztartásvegyipari Szakosztálynak, majd később a Kozmetikai Társaságnak. Nagy energiával és hozzáértéssel szervezte a Társaság tudományos programjait, a nemzetközi szimpóziumokat. A 2015. évi  szimpóziumot az ő emlékére szervezték.

## Emlékezete
Sírja Budapesten a Farkasréti temetőben található.